# Namiotnik
Namiotnik (Uroderma) – rodzaj ssaków z podrodziny owocnikowców (Stenodermatinae) w obrębie rodziny liścionosowatych (Phyllostomidae).

## Rozmieszczenie geograficzne
Rodzaj obejmuje gatunki występujące w Ameryce.

## Morfologia
Długość ciała 55–71 mm, długość ucha 12–21 mm, długość tylnej stopy 9–16 mm, długość przedramienia 36–47 mm; masa ciała 12–22 g.

## Systematyka
Rodzaj zdefiniował w 1866 roku niemiecki zoolog Wilhelm Peters w artykule zatytułowanym O brazylijskich nietoperzach opisanych przez Spixa opublikowanym w czasopiśmie „Monatsberichte der Königlichen Preussische Akademie des Wissenschaften zu Berlin”. Gatunkiem typowym jest (oznaczenie monotypowe) namiotnik żółtouszny (U. bilobatum).

### Etymologia
Uroderma: gr. ουρα oura ‘ogon’; δερμα derma, δερματος dermatos ‘skóra’.

### Podział systematyczny
Do rodzaju należą następujące gatunki:
| Grafika | Gatunek               | Autor i rok opisu           | Nazwa zwyczajowa     | Podgatunki         | Rozmieszczenie geograficzne | Podstawowe wymiary                                           | Status IUCN |
| ------- | --------------------- | --------------------------- | -------------------- | ------------------ | --- | ------------------------------------------------------------ | ----------- |
|         | Uroderma bakeri       | Mantilla-Meluk, 2014        |                      | gatunek monotypowy | wzdłuż wschodnich Andów w Kolumbii i Wenezueli oraz Kordyliery Nadbrzeżnej w północnej Wenezueli; zakres wysokości: 500–2500 m n.p.m.                                                                                            | DC: 5,3–5,8 cm DO: bezogonowy DP: 3,6–3,8 cm MC: brak danych | NE          |
|         | Uroderma bilobatum    | W.C.H. Peters, 1866         | namiotnik żółtouszny | 3 podgatunki       | na wschód od Andów w Kolumbii, Wenezueli, Trynidadzie i Tobago (Trynidad), regionie Gujanie, Ekwadorze, Peru, Boliwii i Brazylii (na południe do północnego Minas Gerais i Mato Grosso do Sul; zakres wysokości: 0–1850 m n.p.m. | DC: 5,5–7,1 cm DO: bezogonowy DP: 3,9–4,5 cm MC: 13,7–22 g   | LC          |
|         | Uroderma convexum     | Lyon, 1902                  |                      | gatunek monotypowy | atlantycka strona południowego Meksyku (z wyjątkiem półwyspu Jukatan), Gwatemali i Hondurasu na południe wzdłuż obu stron do zachodniej Kolumbii i zachodniego Ekwadoru; zakres wysokości: powyżej 1200 m n.p.m.                 | DC: 5,9–6,9 cm DO: bezogonowy DP: 4–4,4 cm MC: 13–20 g       | NE          |
|         | Uroderma davisi       | R.J. Baker & McDaniel, 1972 |                      | gatunek monotypowy | pacyficzna strona Meksyku (od wschodniej Oaxaca) na południe do Salwadoru; być może przyległy Honduras; zakres wysokości: 0–1000 m n.p.m.                                                                                        | DC: 5,7–6,6 cm DO: bezogonowy DP: 4–4,3 cm MC: 13–16 g       | NE          |
|         | Uroderma magnirostrum | W.B. Davis, 1968            | namiotnik brązowy    | gatunek monotypowy | zachodni Meksyk (od Michoacán) na południe do wschodniego Peru, północnej i środkowej Boliwii oraz Brazylii (na południe do Rio de Janeiro; zakres wysokości: do 1000 m n.p.m.                                                   | DC: 5,8–6,5 cm DO: bezogonowy DP: 3,6–4,7 cm MC: 12–21 g     | LC          |

Kategorie IUCN:  LC  – gatunek najmniejszej troski;  NE  – gatunki niepoddane jeszcze ocenie.